# Комаји
Комаји су насељено место у саставу општине Конавле, Дубровачко-неретванска жупанија, Република Хрватска.

## Историја
До територијалне реорганизације у Хрватској налазили су се у саставу старе општине Дубровник.

## Становништво
На попису становништва 2011. године, Комаји су имали 275 становника.
| Број становника по пописима | Број становника по пописима | Број становника по пописима | Број становника по пописима | Број становника по пописима | Број становника по пописима | Број становника по пописима | Број становника по пописима | Број становника по пописима | Број становника по пописима | Број становника по пописима | Број становника по пописима | Број становника по пописима | Број становника по пописима | Број становника по пописима | Број становника по пописима |
| --------------------------- | --------------------------- | --------------------------- | --------------------------- | --------------------------- | --------------------------- | --------------------------- | --------------------------- | --------------------------- | --------------------------- | --------------------------- | --------------------------- | --------------------------- | --------------------------- | --------------------------- | --------------------------- |
| 1857                        | 1869                        | 1880                        | 1890                        | 1900                        | 1910                        | 1921                        | 1931                        | 1948                        | 1953                        | 1961                        | 1971                        | 1981                        | 1991                        | 2001                        | 2011                        |
| 465                         | 441                         | 431                         | 453                         | 441                         | 439                         | 401                         | 453                         | 419                         | 429                         | 403                         | 396                         | 309                         | 329                         | 284                         | 275                         |

### Попис1991.
На попису становништва 1991. године, насељено место Комаји је имало 329 становника, следећег националног састава:
| Попис 1991.‍ | Попис 1991.‍ | Попис 1991.‍ | Попис 1991.‍ | Попис 1991.‍ |
| ----------- | ----------- | ----------- | ----------- | ----------- |
|             |             |             |             |             |
| Хрвати      | Хрвати      |             | 319         | 96,96%      |
| Југословени | Југословени |             | 2           | 0,60%       |
| Немци       | Немци       |             | 1           | 0,30%       |
| Срби        | Срби        |             | 1           | 0,30%       |
| непознато   | непознато   |             | 6           | 1,82%       |
| укупно: 329 |             |             |             |             |